# Familjen Annorlunda
Familjen Annorlunda är ett svenskt TV4-program som hittills har visats i tio säsonger med tio avsnitt vardera, och handlar om tre familjer med ovanliga barnkonstellationer. I den första säsongen medverkade familjen Carlsson med trillingar och totalt fem barn i Staffanstorp, tiobarnsfamiljen Johansson i Älvdalen och familjen Cotino-Karlsson i Södertälje som har åtta barn varav sex som är tvillingar. Sedan säsong 2 har man fått följa nya familjer, dock återkommer vissa av familjerna från tidigare säsonger i nyare säsonger.
I tio program följdes de tre familjerna i skenbart ordinära vardagssituationer, som alla blir extraordinära då familjerna tvingas hitta nya vägar för att lösa vardagen i en värld som är anpassad för mindre familjer. För att göra det intressant för TV-publiken lät man familjerna göra allt tillsammans hela tiden vilket inte överensstämmer med hur de i normala fall skulle ha agerat. Detta ledde till kritik från människor som inte förstod att detta var för att få det hela lite roligare och framförallt familjen Norrström och familjen Ilmrud utsattes för grova personliga påhopp på Internet bland annat på grund av detta.
Ytterligare säsonger har även spelats in och visats.
I säsong två fick tittaren följa niobarnsfamiljen Norrström från Märsta, tiobarnsfamiljen Johansson från Älvdalen och åttabarnsfamiljen Wetterholm från Uppsala.
I säsong tre fick tittaren följa niobarnsfamiljen familjen Göransson-Stenman från Dingle, sjubarnsfamiljen Ilmrud från Motala och tiobarnsfamiljen Norrström från Märsta.
I säsong fyra fick tittaren följa den gravida tiobarnsfamiljen Norrström som nu flyttat till Torstuna, tiobarnsfamiljen Wallquist från Karlstad och niobarnsfamiljen Wahlström från Falköping.
I säsong fem fick tittaren följa tiobarnsfamiljen Wallquist som nu flyttat till Säffle, åttabarnsfamiljen Ilmrud från Motala och tiobarnsfamiljen Algesson från Örsundsbro
I säsong sex fick tittaren följa tolvbarnsfamiljen Norrström som nu flyttat till Björklinge, åttabarnsfamiljen Davidsson från Tranås och niobarnsfamiljen Lindén från Visingsö.
I säsong sju fick tittaren följa niobarnsfamiljen Wahlström som nu har flyttat till Hjo, tolvbarnsfamiljen Norrström från Björklinge och niobarnsfamiljen Ilmrud från Motala.
I säsong åtta fick tittaren följa sjubarnsfamiljen Vinberg-Björling från Åkers styckebruk, niobarnsfamiljen Nikula från Hallstahammar och sjubarnsfamiljen (9) Pettersson från Tidan.
I säsong nio får tittaren följa niobarnsfamiljen Nikula från Hallstahammar, sjubarnsfamiljen Zeeck också från Hallstahammar och åttabarnsfamiljen (10) Pettersson från Tidan.

## Familjernas medverkan med antal barn
| Familj                                                                                     | Antal barn per familj per säsong (År) | Antal barn per familj per säsong (År) | Antal barn per familj per säsong (År) | Antal barn per familj per säsong (År) | Antal barn per familj per säsong (År) | Antal barn per familj per säsong (År) | Antal barn per familj per säsong (År) | Antal barn per familj per säsong (År) | Antal barn per familj per säsong (År) | Antal barn per familj per säsong (År) |
| Familj                                                                                     | Säsong 1 (2009)                       | Säsong 2 (2010)                       | Säsong 3 (2011)                       | Säsong 4 (2012)                       | Säsong 5 (2013)                       | Säsong 6 (2014)                       | Säsong 7 (2015)                       | Säsong 8 (2016)                       | Säsong 9 (2017)                       | Säsong 10 (2018)                      |
| ------------------------------------------------------------------------------------------ | ------------------------------------- | ------------------------------------- | ------------------------------------- | ------------------------------------- | ------------------------------------- | ------------------------------------- | ------------------------------------- | ------------------------------------- | ------------------------------------- | ------------------------------------- |
| Carlsson (Staffanstorp)                                                                    | 5 barn                                |                                       |                                       |                                       |                                       |                                       |                                       |                                       |                                       |                                       |
| Johansson (Älvdalen)                                                                       | 10 barn                               | 10 barn                               |                                       |                                       |                                       |                                       |                                       |                                       |                                       |                                       |
| Cotino-Karlsson (Södertälje)                                                               | 8 barn                                |                                       |                                       |                                       |                                       |                                       |                                       |                                       |                                       |                                       |
| Norrström (Märsta (S2-3), Torstuna (S4), Björklinge (S6-9) & Dalby-Viggeby, Uppsala (S10)) |                                       | 9 barn                                | 10 barn                               | 11 barn                               |                                       | 12 barn                               | 12 barn                               |                                       |                                       | 13 barn                               |
| Wetterholm (Uppsala)                                                                       |                                       | 8 barn                                |                                       |                                       |                                       |                                       |                                       |                                       |                                       |                                       |
| Göransson-Stenman (Dingle)                                                                 |                                       |                                       | 9 barn                                |                                       |                                       |                                       |                                       |                                       |                                       |                                       |
| Ilmrud (Motala)                                                                            |                                       |                                       | 7 barn                                |                                       | 8 barn                                |                                       | 9 barn                                |                                       |                                       |                                       |
| Wallquist (Karlstad (S4) & Säffle (S5))                                                    |                                       |                                       |                                       | 10 barn                               | 10 barn                               |                                       |                                       |                                       |                                       |                                       |
| Wahlström (Falköping (S4) & Hjo (S7))                                                      |                                       |                                       |                                       | 7 barn                                |                                       |                                       | 9 barn                                |                                       |                                       |                                       |
| Algesson (Örsundsbro)                                                                      |                                       |                                       |                                       |                                       | 10 barn                               |                                       |                                       |                                       |                                       |                                       |
| Davidsson (Tranås)                                                                         |                                       |                                       |                                       |                                       |                                       | 8 barn                                |                                       |                                       |                                       |                                       |
| Lindén (Visingsö)                                                                          |                                       |                                       |                                       |                                       |                                       | 9 barn                                |                                       |                                       |                                       |                                       |
| Vinberg-Björling (Åkers styckebruk)                                                        |                                       |                                       |                                       |                                       |                                       |                                       |                                       | 7 barn                                |                                       |                                       |
| Nikula (Hallstahammar)                                                                     |                                       |                                       |                                       |                                       |                                       |                                       |                                       | 9 barn                                | 10 barn (Frasse föds under säsongen)  | 10 barn                               |
| Pettersson (Tidan)                                                                         |                                       |                                       |                                       |                                       |                                       |                                       |                                       | 7 barn                                | 8 barn                                | 8 barn                                |
| Zeeck (Hallstahammar)                                                                      |                                       |                                       |                                       |                                       |                                       |                                       |                                       |                                       | 7 barn                                |                                       |